# Đạn quá áp

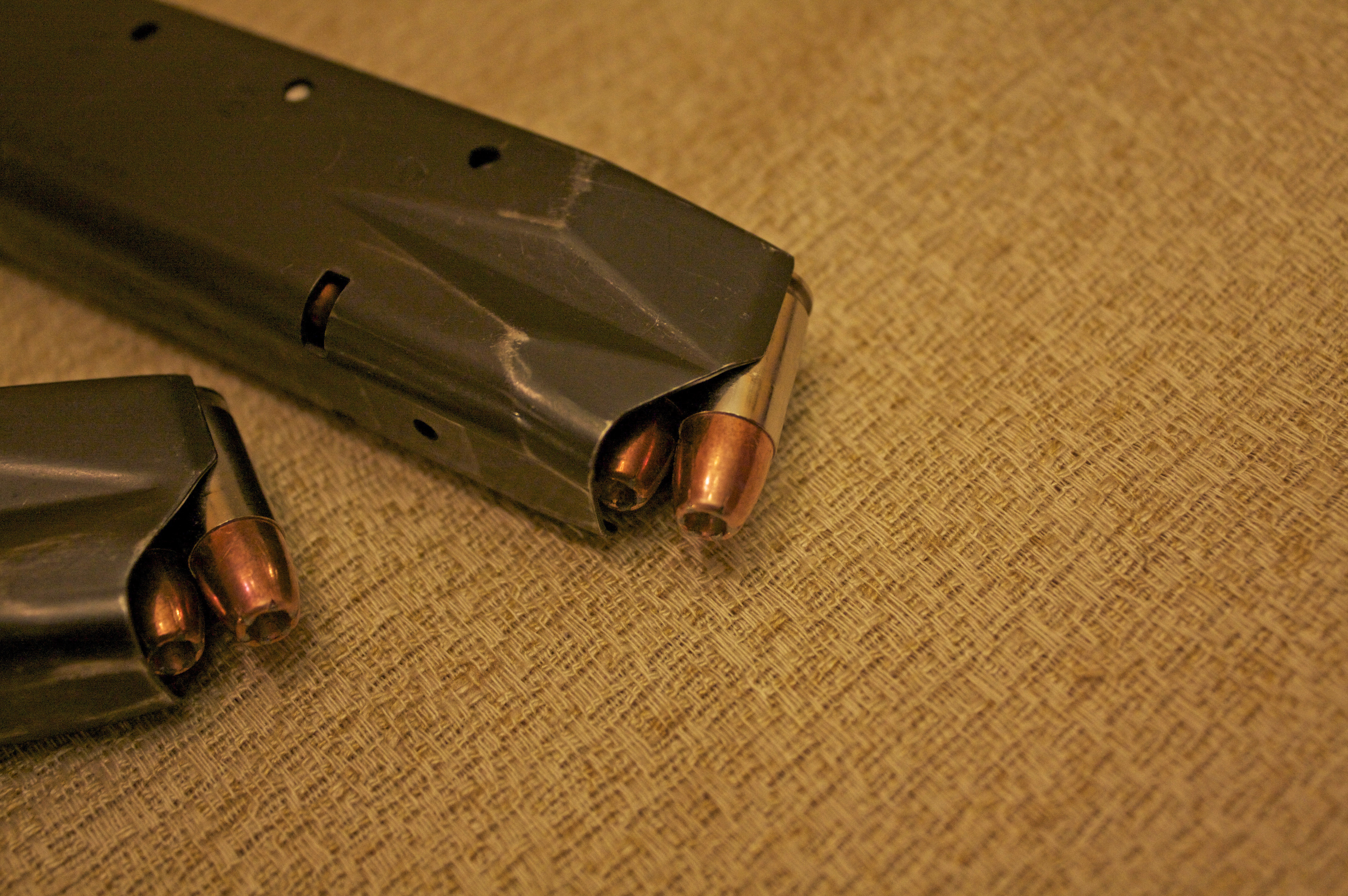
Đạn SPEER GOLD DOT 124gr 9mm+P của khẩu súng SIG P226.

Đạn quá áp, thường được ký hiệu là +P hay +P+, là một loại đạn của vũ khí cá nhân. Chúng được nhồi thuốc để tạo ra áp suất lớn hơn so với đạn thông thường cùng cỡ nòng (xem thêm đường đạn trong), nhưng áp suất vẫn nhỏ hơn loại đạn dùng trong việc thử súng.
Loại đạn quá áp được chế tạo để đầu đạn có thể đạt được sơ tốc đầu nòng lớn cũng như sát thương cao, ví dụ như các loại đạn dùng trong các vũ khí tự vệ. Chính vì vậy, đạn quá áp thường được sản xuất cho các súng ngắn dùng cho mục đích phòng vệ.
Tuy nhiên sử dụng đạn quá áp cũng làm tăng sự hao mòn và giảm tuổi thọ của vũ khí.
Viện sản xuất đạn dược và súng thể thao Hoa Kỳ (SAAMI) chỉ sử dụng ký hiệu +P cho các loại đạn quá áp, nhưng một số nhà sản xuất sử dụng ký hiệu +P+ cho các đạn được cải quá áp ở mức độ cao hơn thế nữa. Ví dụ như loại +P+ của 9x19mm có áp suất cao hơn 18% 9x19mm bình thường, còn đạn quá áp của.38 Special có áp suất cao hơn 29% so với đạn cùng cỡ loại thường.